# Фейзольо
Фейзольо (итал. Feisoglio) — коммуна в Италии, располагается в регионе Пьемонт, в провинции Кунео.
Население составляет 370 человек (2008 г.), плотность населения составляет 53 чел./км². Занимает площадь 7 км². Почтовый индекс — 12050. Телефонный код — 0173.
Покровителем коммуны почитается священномученик Лаврентий, празднование 10 августа.

## Администрация коммуны
- Официальный сайт: http://www.comune.feisoglio.cn.it/